# 25198 Kylienicole
25198 Kylienicole è un asteroide della fascia principale. Scoperto nel 1998, presenta un'orbita caratterizzata da un semiasse maggiore pari a 2,9017935 UA e da un'eccentricità di 0,0647458, inclinata di 1,96288° rispetto all'eclittica.